# Veneux-Les Sablons
Veneux-Les Sablons è un comune francese soppresso e comune delegato del dipartimento di Senna e Marna nella regione dell'Île-de-France. Dal 1º gennaio 2017 si è fuso con il comune di Moret Loing et Orvanne per formare il nuovo comune di Moret-Loing-et-Orvanne.
In precedenza il comune si chiamava Veneux-Nadon. Ha preso il nome attuale il 4 febbraio 1922.

## Società

### Evoluzione demografica
Abitanti censiti